# 917 км (зупинний пункт, Північно-Кавказька залізниця)
49°14′43″ пн. ш. 40°12′52″ сх. д. / 49.24528° пн. ш. 40.21444° сх. д.
Зупинний пункт 917 км — пасажирський зупинний пункт російської Північно-Кавказької залізниці, що розташований на схід від села Рання Зоря Луганської області.
Стан — діє.

## Сполучення
Зупиняються лише два приміські потяги Кизема - Кулой і Кизема - Вельск